# Kurt H. Hendrikson
Kurt Heinrich Hendrikson (* 18. November 1913 in Podblon, Baltikum; † 8. November 1991) war ein deutscher Wirtschaftswissenschaftler.
Kurt Hendrikson wurde als Sohn des Landwirts Peter Hendrikson und dessen Frau Alma Hendrikson geb. Mohr geboren. Nach dem Studium der Wirtschafts- und Sozialwissenschaften habilitierte er 1943 an der Friedrich-Wilhelm-Universität Berlin. Später war er Privatdozent in Hamburg und ab 1948 als Wirtschaftsprüfer tätig. Ab 1960 wurde er zuerst von der Bundesregierung und später von der Weltbank mit Planungs- und Projektberatung in Entwicklungsländern betraut. Er war Partner und Manager der Hendrikson Associierte Consultants GmbH. 1978 zog er sich aus dem beruflichen Leben zurück, um sich auf private Studien zu konzentrieren.
Hendrikson war Mitglied der Society for International Development, des Deutschen Instituts für Interne Revision und der Frankfurter Gesellschaft für Handel, Industrie und Wissenschaft.
1938 heiratete er die promovierte Medizinerin Elisabeth Rammul, mit der er einen Sohn und eine Tochter hatte.
Die Aufnahme in die NSDAP beantragte er am 31. Oktober 1940, die Aufnahme erfolgte am 1. Januar 1941 (Mitgl. Nr. 8289368 - Wohnung Berlin W 15 Joachimstalerstr. 35 - Ortgr. Berlin).
Freimaurer war er seit dem 8. Februar 1950, Grosskommandeur des Deutschen Obersten Rates war er vom 11. März 1978 bis zum 3. März 1984.

## Schriften
- Die Technik der Kreditwürdigkeitesprüfung. Gabler, Wiesbaden 1956
- Rationelle Unternehmensführung in der Industrie. Betriebswirtschaftlicher Verlag Gabler, Wiesbaden 1966
- mit Martin Reinecker: Praktische Entwicklungspolitik. Verlagsbuchhandlung des Instituts der Wirtschaftsprüfer, Düsseldorf 1971, ISBN 3-8021-0020-4
- Unser Generationskonflikt. [Sokrates Verlag], Mannheim 1982
- Ethik und Konsumkultur, vom Sinn des Seins in der Wohlstandsgesellschaft. [Schlichter Verlag], Stuttgart 1988, ISBN 3-89243-005-5
- Freimaurerische Lebenskunst. [Schlichter Verlag], Stuttgart 1991